# Lehrensteinsfeld
Lehrensteinsfeld là một thị xã ở huyện Heilbronn trong bang Baden-Württemberg ở nước Đức. Đô thị này có diện tích 6,22 km², dân số thời điểm 31 tháng 12 năm 2020 là 2604 người.